# Кошляк, Михаил Иванович
Михаил Иванович Кошляк (5 июня 1907, город Люботин, Харьковская губерния — 1985, Харьков) — советский государственный деятель, почетный железнодорожник, депутат Верховного Совета СССР 4-5-го созывов.

## Биография
Родился в семье рабочего.
В 1927 году окончил Харьковский транспортно-тяговый институт железнодорожного транспорта, получил специальность инженера путей сообщения.
С 1927 года — помощник начальника станции, инженер, диспетчер, ревизор движения на железной дороге, начальник нескольких железнодорожных станций, в том числе станции Харьков-Пассажирский Южной железной дороги.
В 1937—1940 г. — начальник Харьковского отделения движения Южной железной дороги.
Член ВКП(б) с 1939 года.
В 1940—1941 г. — 1-й заместитель начальника Северо-Донецкой железной дороги.
С 1941 года — начальник Челябинского отделения Южно-Уральской железной дороги, заместитель начальника Кавказского округа железных дорог, 1-й заместитель начальника Донецкого округа железных дорог.
В 1950-1951 г. — начальник Приволжского округа железных дорог.
В 1951—1953 г. — начальник управления Южно-Донецкой железной дороги.
В 1953—1959 г. — начальник управления Уфимской железной дороги.
В 1959—1969 г. — главный ревизор по безопасности движения поездов, член коллегии Министерства путей сообщения СССР.
С 1970 года — персональный пенсионер союзного значения в городе Харькове.
Умер в ноябре 1985 года.

## Награды
- три ордена Ленина
- два ордена Трудового Красного Знамени
- орден «Знак Почета»
- почетный железнодорожник СССР